# Суперкубок Франції з футболу 1949
Суперкубок Франції з футболу 1949 — 1-й (неофіційний) розіграш турніру. Матч відбувся 6 червня 1949 року між чемпіоном Франції Реймсом та володарем кубка Франції клубом Расінг Клуб Парі.

## Матч

### Деталі
| 6 червня 1949 |

| Реймс                                     | 4:3 | Расінг Клуб Парі         |
| ----------------------------------------- | --- | ------------------------ |
| Фламіон 27', 48' Сінібальді 47' Пруфф 80' |     | Жабе 45' Морель 64', 83' |

| Олімпійський стадіон Ів дю Мануар, Коломб Глядачів: 8 025 Арбітр: М.Леуз |